# Wilhelmus Luxemburg
Wilhelmus Anthonius Josephus "Wim" Luxemburg (Delft, 11 de abril de 1929 – 2 de outubro de 2018) foi um matemático neerlandês, que trabalhou com análise funcional. Foi professor do Instituto de Tecnologia da Califórnia (Caltech).
Luxemburg estudou na Universidade de Leiden, onde obteve o diploma em 1950, com um doutorado em 1955 na Universidade Técnica de Delft, orientado por Adriaan Cornelis Zaanen, com a tese Banach Function Spaces. No pós-doutorado esteve na Queen's University, Canadá, sendo desde 1956 professor assistente na Universidade de Toronto. Em 1958 foi professor assistente, em 1960 professor associado e em 1962 professor no Caltech. Aposentou-se em 2000.
Foi fellow da American Mathematical Society e a partir de 1974 membro correspondente da Academia Real das Artes e Ciências dos Países Baixos.

## Obras
- com Adriaan Zaanen: Riesz Spaces, 2 Volumes, North Holland 1971, 1983
- com A. Robinson: Contributions to non-Standard Analysis, North Holland 1972
- com K. D. Stroyan: Introduction to the theory of infinitesimals, Academic Press 1976
- A general theory of monads, in: Applications of Model Theory to Algebra, Analysis, and Probability (International Symposium, Pasadena, California, 1967). Holt, Rinehart and Winston 1969, p. 18–86